# Auðunn illskælda
Auðunn illskælda est un scalde norvégien du IXe siècle. 
Le Skáldatal le cite parmi les poètes de cour du roi de Norvège Harald Ier. L’Egils saga Skallagrímssonar (VIII) précise qu'il était le plus âgé d'entre eux, et qu'il avait été auparavant au service du père de Haraldr, Halfdan III de Vestfold.   
Seules une strophe et une demi-strophe de son œuvre ont été conservées, l'une dans la Skálda saga Haralds konungs hárfagra, l'autre dans le Troisième traité grammatical. 
La Skálda saga explique l'origine de son surnom, illskælda, c'est-à-dire « mauvais poète », « rimailleur ». En écrivant une drápa sur Haraldr, Auðunn aurait en effet copié un refrain composé par son parent Úlfr Sebbason, également scalde du roi, ce qui aurait aussi valu à son poème le qualificatif de Stolinstefja (Drápa « au refrain volé »).